# بورخاس مارتين
بورخاس مارتين (بالإسبانية: Borja Martín González)‏ هو لاعب كرة قدم إسباني في مركز الهجوم، ولد في 28 يونيو 1987 في Puerto de Tazacorte ‏ في إسبانيا. لعب مع ريال مورسيا.

## وصلات خارجية
- بورخاس مارتين على موقع قاعدة بيانات كرة القدم.إي يو (الإنجليزية)
- بورخاس مارتين على موقع Soccerway.com (الإنجليزية)